# Hudební terminologie
Hudební terminologie je názvosloví, používané původně pouze v evropské hudbě, které však posléze proniklo do celého světa, protože především v oblasti zápisu hudby je aplikovatelné na většinu hudební produkce, ať již etnické či umělé. Pochází původně z latiny, která byla dlouho spojujícím evropským jazykem. První zápisy hudebních skladeb byly záznamy duchovní a mši doprovázející hudby, kde latina byla dlouho (až do poloviny 20. století) liturgickou řečí. Prováděli je především erudovaní mniši, vytvářející kancionály. S rozvojem hudebního jazyka se v období renesance stala další a posléze co do počtu výrazů používanější řečí hudební terminologie italština, neboť v tomto poměrně dlouhém údobí byla Itálie centrem vývoje evropské hudby.
Hudební terminologie je komplexní složka, týkající se
- vlastního zápisu hudební skladby,
- pojmů z oblasti hudební teorie,
- stylové a formální charakteristiky, pojmů z oblasti hudební historie atd.

## Zápis hudební skladby
Záznam hudební skladby musí obsahovat deskripci následujících atributů hudebního jazyka.
Jsou jimi:
- záznam tónů do notové osnovy, tedy tzv. notace v užším slova smyslu,
- záznam rytmu, tedy členění přirozeného hudebního pohybu do pravidelných úseků,
- záznam tempa, tedy rychlosti hudebního pohybu,
- zápis dynamických značek, tedy charakteristika síly, resp. hlasitosti hudby,
- charakteristika technického způsobu hry,
- charakteristika hudebního výrazu, tedy popis způsobu hry z hlediska myšlenkového či pocitového,

### Příklady některých základních atributů hudebního zápisu
Notace:
- klíče – označení, sloužící k určení hodnoty tónu v následujícím záznamu
- notová osnova – zpravidla pětilinkový prostor, do kterého se zapisují:
  - noty – celé, půlové, osminové, šestnáctinové, dvaatřicetinové atd.,
  - pomlky – přestávky ve hře,
  - tzv.  křížky a béčka – zvýšení nebo snížení hraného tónu,
  - takty – rytmické jednotky skladby,

a dále značky, charakterizující další atributy hry, tedy:
- dynamika: forte/fortissimo – nahlas/velmi nahlas; mezzoforte – středně silně; piano/pianissimo – potichu/velmi potichu; crescendo – zesilovat, decrescendo nebo diminuendo – zeslabovat atd.,
- tempo:
  - pomalá tempa: grave – těžce a pomalu; largo – zeširoka, zdlouhavě; adagio – zvolna, pohodlně; lento – pomalu, rozvláčně atd.,
  - střední tempa: andante – krokem, ale nikoli zdlouhavě; moderato – mírně rychleji; allegretto – trochu rychleji,
  - rychlá tempa: allegro – rychle; presto – velmi rychle, prestissimo – co nejrychleji,
  - změny tempa: ritardando, ritennuto – zpomalovat; accelerando, allagrando – zrychlovat.
- popis techniky hry: staccato – krátce, s odtrhem; détaché – dlouze; sforzando – náraz, prudký akcent atd.,
- hudební výraz: attacamente – útočně; feroce – ohnivě; eccitante – vzrušeně atd.